# السدة الشرقية وسدة ناظم باشا والسدة الشمالية

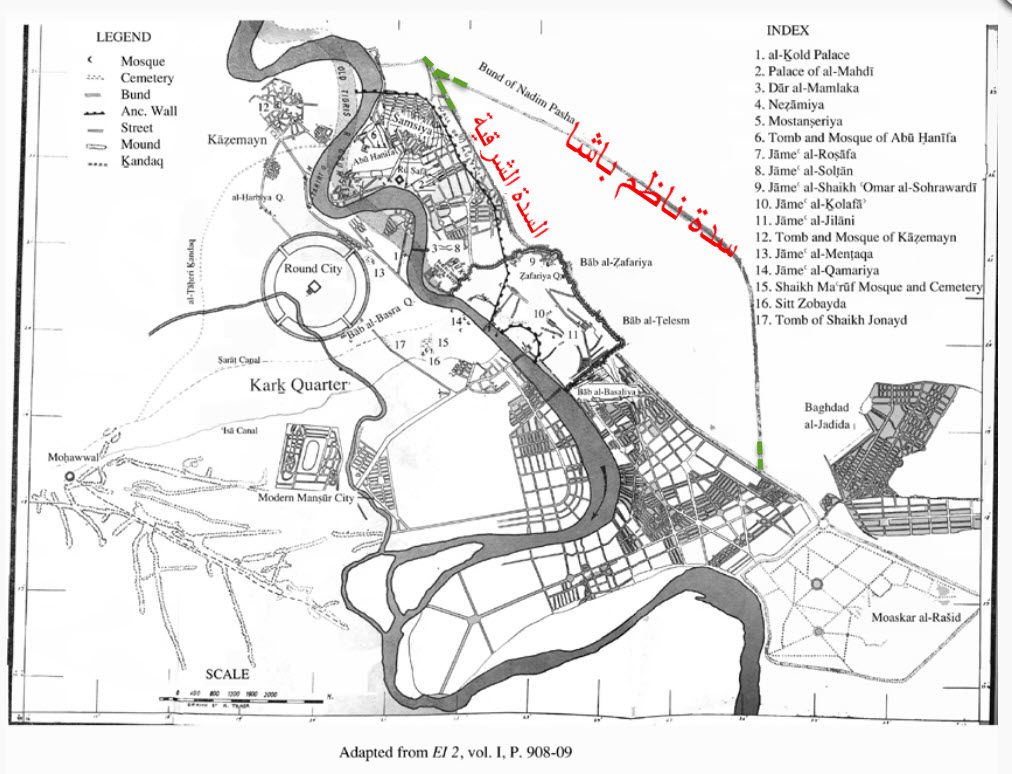
سدة ناظم باشا والسدة الشرقية في خارطة بغداد عام 1944

سدة ناظم باشا والسدة الشرقية والسدة الشمالية هُنّ سدّات ترابية في شرق بغداد، بُنيَتْ سدة ناظم باشا في بداية القرن العشرين لحماية بغداد من السيول، وتهدّمتْ السدّة في عام 1911، وأُزيلت السدة الشرقية في منتصف القرن العشرين.

## سدة ناظم باشا

سدة ناظم باشا والسدة الشرقية في خارطة بغداد عام 1951

هي تلِة ترابية كانت تحيط بشرق بغداد، أنشأها ناظم باشا عام 1910 تبدأ السدّة من شمال الشماسية قرب كلية بغداد، وتذهب شرقاً نحو حي القاهرة ثم حي جميلة ثم تميل عن الشرق وتنتهي عند كراج الأمانة قرب الجامعة التكنولوجية ، وقد كانت قبل ذلك خندقاً فَدَفَنَهُ ناظم باشا وأنشأ مكانه سدة لحماية بغداد من الفيضانات والسيول  التي كان أهل بغداد يخشونها في الشهر الرابع من كل سنة، انهارت السدة عام 1911م.
وكان من وراء قناة الجيش إلى ما وراء سدة ناظم باشا مساكن بدائية عشوائية كانت تُسمّى «صرائف» يسكنها عراقيون جاؤوا من قرى الناصرية والعمارة سعيًا للعمل، ثم حوّلها عبد الكريم قاسم إلى حي سكني حديث، سُمّي حي الثورة.

## السدة الشرقية الجديدة
هي سدٌّ بدأَ البريطانيون عام 1917 بتوسيعه وترميمه، وهو يَحفّ بشرق بغداد القديمة وأقرب إليها من سدة ناظم باشا الأولى، وقد بُنيَ السد لحماية بغداد من فيضان دجلة، وصارت بدايته في منطقة الشماسية قرب كلية بغداد وطريق محمد القاسم، ، وارتفاعها بين 10 و 15 متراً.، وينتهي السد في غرب حي زيونة.، وقد أُزيلت أجزاء من السدة بعد افتتاح سد الثرثار، ولم تبقَ حاجة لهذا السد الذي أصبح حاجزاً بين بغداد وبين أحياء سكنية جديدة متوسطة الدخل، خلف السد كحي الصليخ الجديد و الشعب.، وأنشئ طريق محمد القاسم على نفس مسار السدة الشرقية تقريباً. للسدة 3 أجزاء، لكل جزء اسم، يُسمى الجزء الشمالي سدة الصليخ، والجزء الأوسط سدة المدينة والجزء الجنوبي السدة الشرقية التي تبدأ من شرق حديقة الأمة.

## السدة الشمالية

خارطة بغداد، وفيها خط السدة الشمالية

السدة الشمالية كانت ثالث سدة أُنشئت شرق بغداد لصدّ الفيضان عنها، بعد السدة الشرقية وسدة ناظم باشا.